# رابرت فیتسو
رابرت فیتسو (اسلواکی: Robert Fico؛ زاده ۱۵ سپتامبر ۱۹۶۴) سیاستمدار اهل اسلواکی و نخست‌وزیر آن است. در ۱۵ مه ۲۰۲۴، او پس از یک سوءقصد در بیمارستان بستری و تحت عمل جراحی اضطراری قرار گرفت.